# Alpheus nuttingi
Alpheus nuttingi är en kräftdjursart som först beskrevs av Schmitt 1924.  Alpheus nuttingi ingår i släktet Alpheus och familjen Alpheidae. Inga underarter finns listade i Catalogue of Life.